# Сьюдет, Джером Обри
Джером Обри Сьюдет (англ. Jerome Aubrey Sudut; 20 октября 1930 — 12 сентября 1951) — солдат армии США, участник Корейской войны. Посмертно награждён медалью Почёта за свои действия в бою 12 сентября 1951 года.
Вступил в армию в 1946 году в возрасте 16 лет. В июле 1951 был повышен в звании прямо на поле боя.

## Наградная запись к медали Почёта
Ранг и часть: второй лейтенант , армия США, рота В, 27-й пехотный полк, 25-я пехотная дивизия.
Место и дата: близ Кумхва, Корея, 12 сентября 1951 года.
Поступил на службу в [штате] Висконсин. Родился в Ваусау, [штат] Висконсин.
G.O. No.: 31, 21 марта 1952
Второй лейтенант Сьюдет отличился благодаря выдающейся храбрости и отваге выполняя свой долг в бою с неприятелем. Его взвод атаковал тяжелоукреплённые находившиеся в стратегической точке позиции неприятеля и был остановлен плотным огнём из большого бункера, имевшего несколько огневых точек. Вооружённый пистолетом-пулемётом, пистолетом и гранатами второй лейтенант Сьюдет в одиночку прорвался к укреплению через ужасающий вражеский огонь, убил троих неприятелей и обратил остаток в бегство. Получив болезненное ранение он вернулся, чтобы организовать свой взвод, отказался от эвауации и повёл своих людей в новую атаку. Неприятель вернулся в бункер по траншеям от других укреплений и взвод снова был остановлен испепеляющим огнём. Сопровождаемый стрелком с автоматическим оружием второй лейтенант Сьюдет снова бросился атаковать вражеские позиции. Когда стрелок был ранен второй лейтенант Сьюдет подхватил его оружие и продолжил [атаку] в одиночку, уничтожив троих из четырёх защитников укрепления. Несмотря на полученное смертельное ранение и почти исчерпанный боезапас он ворвался в укрепление и убил оставшегося вражеского солдата своим траншейным ножом. Его штурм предпринятый в одиночку настолько вдохновил его товарищей, что они продолжили наступление и выбили врага с высоты, зачистив цель. Совершенный бойцовский дух второго лейтенанта Сьюдета, выдающееся лидерство и храброе самопожертвование поддержали высочайшие традиции пехоты и армии США,                                  
Оригинальный текст (англ.)
Rank and organization: Second Lieutenant, U.S. Army, Company B, 27th Infantry Regiment, 25th Infantry Division
Place and date: Near Kumhwa, Korea, September 12, 1951
Entered service at: Wisconsin. Birth: Wausau, Wisconsin
G.O. No.: 31, March 21, 1952
Citation:
2d Lt. Sudut distinguished himself by conspicuous gallantry above and beyond the call of duty in action against the enemy. His platoon, attacking heavily fortified and strategically located hostile emplacements, had been stopped by intense fire from a large bunker containing several firing posts. Armed with submachinegun, pistol, and grenades, 2d Lt. Sudut charged the emplacement alone through vicious hostile fire, killing 3 of the occupants and dispersing the remainder. Painfully wounded, he returned to reorganize his platoon, refused evacuation and led his men in a renewed attack. The enemy had returned to the bunker by means of connecting trenches from other emplacements and the platoon was again halted by devastating fire. Accompanied by an automatic-rifleman 2d Lt. Sudut again charged into close-range fire to eliminate the position. When the rifleman was wounded, 2d Lt. Sudut seized his weapon and continued alone, killing 3 of the 4 remaining occupants. Though mortally wounded and his ammunition exhausted, he jumped into the emplacement and killed the remaining enemy soldier with his trench knife. His single-handed assaults so inspired his comrades that they continued the attack and drove the enemy from the hill, securing the objective. 2d Lt. Sudut's consummate fighting spirit, outstanding leadership, and gallant self-sacrifice are in keeping with the finest traditions of the infantry and the U.S. Army
— 